# Casa Càrcer (Tàrrega)
Casa Càrcer és una casa modernista de Tàrrega (Urgell) protegida com a bé cultural d'interès local.

## Descripció
És un edifici de planta baixa i pis amb longitud de façana propera als 30m. Es remarca l'eix de composició per l'existència d'un voladís de teulada suportat per dues mènsules que està per sobre el nivell de la coberta. A les obertures coexisteixen els arcs de mig punt i els de ferradura. L'edifici fou construït l'any 1905 i el seu estil és típicament modernista, si bé és molt popular i quasi barroc. Els materials de façana són nombrosos: pedra, totxo, ceràmica vidriada, vidre (culs d'ampolla), ferro forjat, esgrafiats, pedra volcànica.
Dues desafortunades actuacions als locals comercials i un petit muret aixecat per sobre el ràfec li resten gràcia a aquesta construcció.